# Conservatore di oggetti

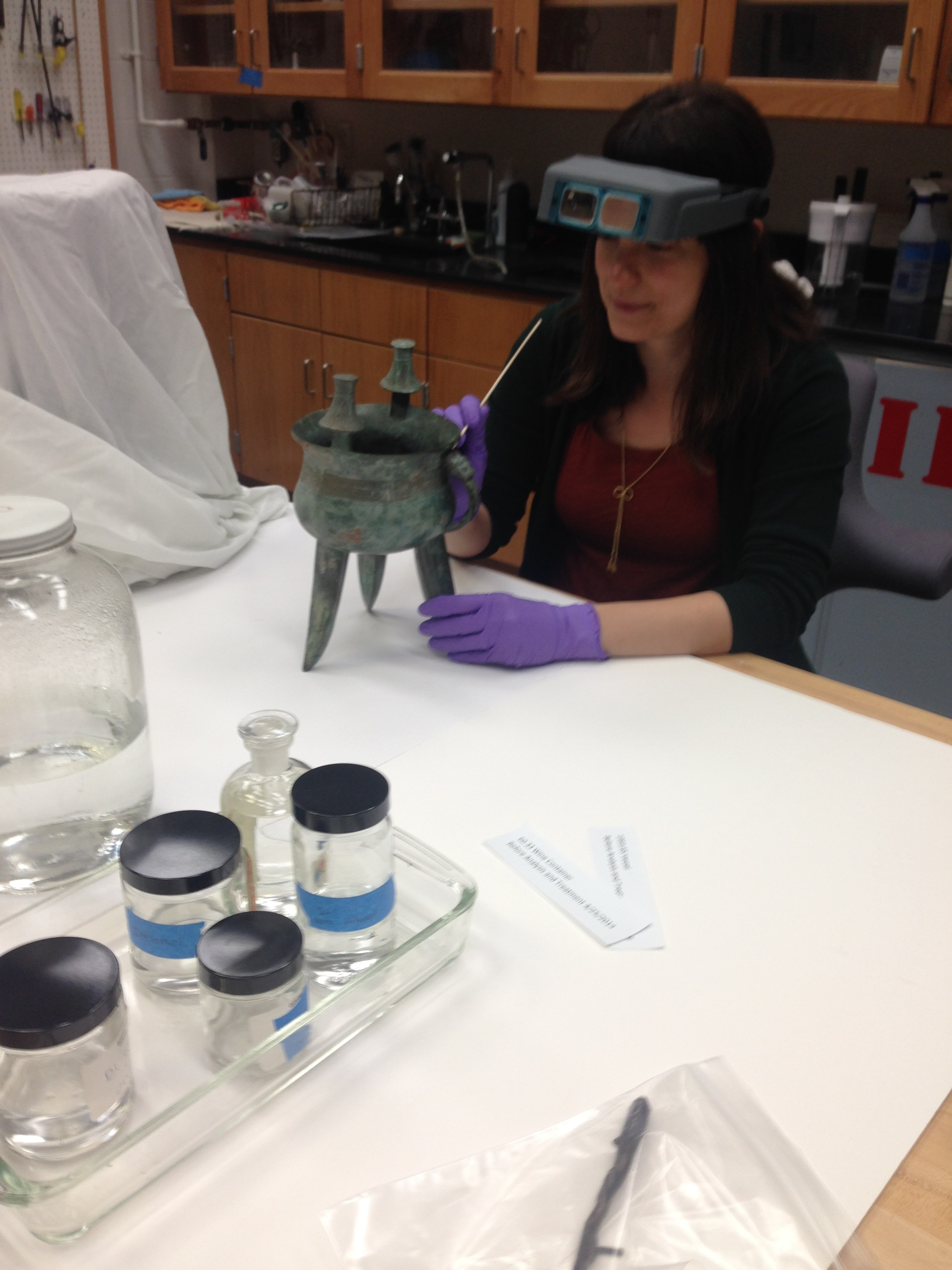
La conservatrice di oggetti Laura Kubick esamina un'opera d'arte all'Indianapolis Museum of Art.

Un conservatore di oggetti è un professionista che opera in ambito museale o in uno studio privato, specializzato nella conservazione di opere tridimensionali. Vengono sottoposti a istruzione, formazione ed esperienza specializzate che consentono loro di formulare e implementare strategie preventive e protocolli di trattamento invasivo per preservare i beni culturali per il futuro. I conservatori di oggetti sono generalmente specializzati in un tipo di materiale o classe di beni culturali, inclusi metalli, manufatti archeologici, manufatti etnografici, vetro e arte a base di ceramica. La conservazione degli oggetti presenta molte sfide a causa della loro forma tridimensionale e della loro natura composita.

## Responsabilità e doveri
La diversa natura degli artefatti che rientrano nella categoria degli oggetti tridimensionali rappresenta una sfida unica per la compilazione di una serie di procedure comuni. Tuttavia, le misure preventive e le metodologie di trattamento implicano considerazioni simili che devono essere affrontate, indipendentemente dalla composizione dell'oggetto. Nelle parole di Cesare Brandi, "il restauro deve mirare al ristabilimento della unità potenziale dell’opera d’arte, purché ciò sia possibile senza commettere un falso artistico o un falso storico, e senza cancellare ogni traccia del passaggio dell’opera d’arte nel tempo". Ciò significa che un conservatore di oggetti deve sapere quando tracciare il limite e comunicare tale limite al custode dell'oggetto.

### Misure preventive

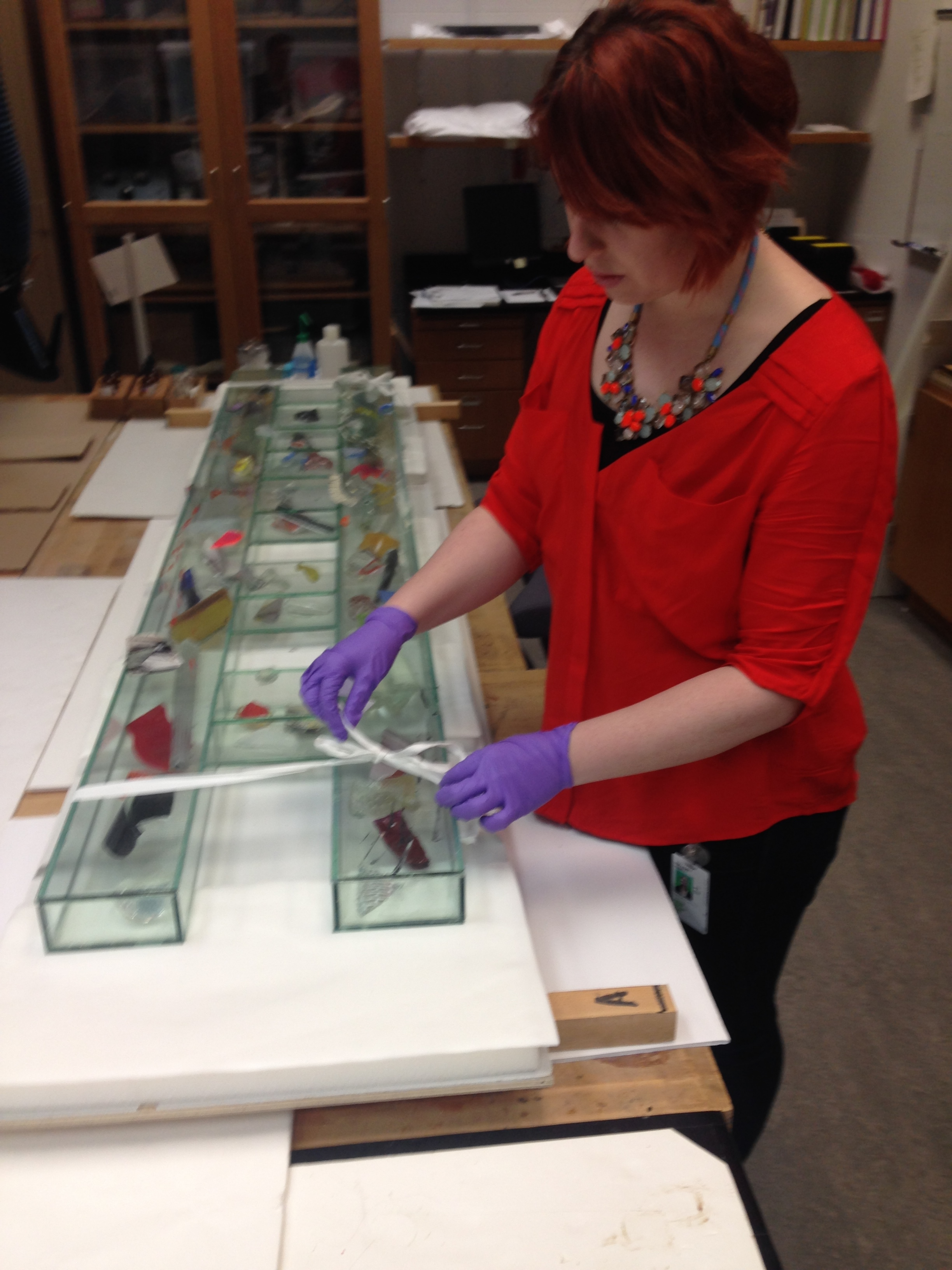
Mallory Marty prepara un oggetto da spostare all'Indianapolis Museum of Art per evitare danni durante il trasporto.

Sebbene non sia affascinante o pratica come le altre fasi di questo processo, la cura delle collezioni, o conservazione preventiva, è probabilmente la più importante. Per preservare veramente il patrimonio culturale per il futuro, è imperativo ridurre al minimo il deterioramento sviluppando e implementando procedure per diminuire il più possibile la quantità di stress fisico e chimico a cui va incontro un oggetto. Ciò include le condizioni ambientali (umidità relativa, temperatura, esposizione alla luce), protocolli di lotta integrata ai parassiti, uso di contenitori di stoccaggio adatti, strategie di imballaggio e spedizione, condizioni espositive, e un piano di preparazione alle emergenze. La spesa iniziale di tali misure spesso fa esitare istituzioni e collezionisti privati, ma rispetto alla spesa per i trattamenti invasivi che saranno necessari se non si adottano tali misure preventive, il beneficio supera l’investimento iniziale. 
Anche la conservazione preventiva è qualcosa che un collezionista privato può attuare per i propri pezzi. Controllare la quantità di luce a cui è esposto un oggetto, la fonte di illuminazione, la temperatura ambientale e la protezione dai rapidi cambiamenti dell'umidità relativa contribuisce notevolmente a garantire che un oggetto si possa tramandare alle generazioni future.

### Protocollo di trattamento
Sebbene ogni oggetto sia unico, i conservatori iniziano con un processo simile indipendentemente dal manufatto da valutare. Un conservatore potrebbe dover stabilizzare un oggetto in qualsiasi fase del processo per prevenire ulteriori perdite o, in casi estremi, iniziare stabilizzando un oggetto prima che possa verificarsi un ulteriore esame. La documentazione avviene durante ogni fase del trattamento, tra cui: condizione originale, siti campione (se prelevati), diversi tipi di danno, aree di debolezza significativa prima e dopo la stabilizzazione e potenziali siti di infestazione. È inoltre importante documentare lo stato degli oggetti prima e dopo lo spostamento, soprattutto in caso di trasporto fuori sede. L'obiettivo finale del trattamento è preservare sia l'oggetto fisico che la sua interpretazione, o contesto culturale. 

#### Esame
Il primo passo di qualsiasi protocollo di trattamento è un esame approfondito dell'oggetto. Ciò include sia le sue componenti fisiche che la sua importanza culturale. I componenti fisici includono i materiali utilizzati, la sua costruzione e l'aspetto della superficie dell'oggetto. Il conservatore utilizza spesso tecniche diverse per questa parte dell'esame, comprese fotografie scattate in diverse condizioni di luce per esaminare la superficie e raggi X per rivelare la struttura all'interno. Il significato culturale è più difficile da determinare, compresi la funzione, l'uso previsto e l'importanza dell'oggetto per la società.
Un esame e una ricerca approfonditi consentono al conservatore di ricostruire la storia di un oggetto e, insieme al custode dell'oggetto (il proprietario, un curatore, un registrar o un collection manager) determinare lo stato ideale dell'oggetto e determinare un obiettivo di trattamento realistico. 

#### Trattamento
Dopo l'esame il conservatore preparerà un rapporto pre-trattamento che discute l'obiettivo del trattamento per l'oggetto e la linea d'azione pianificata. Come definito dall'AIC, il trattamento è "L'alterazione deliberata degli aspetti chimici e/o fisici di un bene culturale, finalizzata principalmente a prolungarne l'esistenza." Può trattarsi di qualcosa di minimo come rinforzare la vernice scrostata, o di qualcosa di complesso come la migrazione di metalli e sali attraverso una statua in legno, con conseguente perdita di resistenza, restringimento, separazione tra il supporto in legno, i fissaggi metallici e la superficie esterna decorativa.

## Conoscenze, abilità e competenze
Il conservatore di oggetti deve essere un collaboratore esperto, che opera sia con il pubblico che con i professionisti del museo. I professionisti del mestiere collaborano con colleghi di tutto il mondo, prestando competenze e ricevendo guida. Devono difendere l'oggetto, spiegare il loro protocollo di trattamento, l'importanza delle misure preventive ed essere inflessibili quando viene loro chiesto di riconsiderare un "no". Devono anche essere aperti a interpretazioni alternative, comprendere diversi materiali e tecniche di costruzione, avere acute capacità di osservazione e mani abili.

## Istruzione e formazione
La maggior parte dei musei e delle prestigiose aziende private richiedono una laurea in Conservazione. Senza un'istruzione di livello universitario, la conoscenza della chimica, l'esperienza pratica e una base approfondita nella documentazione, nella valutazione e nel trattamento, un'istituzione o un'azienda corre un serio rischio. Chiunque può definirsi conservatore, ma ciò che conta è la formazione specialistica acquisita attraverso corsi di laurea o esperienze simili.
Ottenere l'ammissione a un corso di laurea magistrale in conservazione include una triennale, una specializzazione in chimica (in particolare chimica organica) e un numero significativo di ore di lavoro con un conservatore qualificato. Ciò garantisce che il candidato abbia una base completa su cui costruire e abbia già familiarità con molti aspetti del processo.
Questi programmi includono l'Università del Delaware, la New York University, la Buffalo State University, la Queen's University, l'University College di Londra, l'Università di Cardiff.

## Aree di specializzazione
A causa della diversa natura di questo tipo di patrimonio culturale, la maggior parte dei conservatori di oggetti è specializzata su un tipo di manufatto o materiale. Di seguito una selezione di possibili specialità:
- Materiali archeologici
- Ceramica

- Manufatti etnografici
  - Materiali di origine vegetale
  - Materiali di origine animale

- Vetro

- Metalli

- Collezioni di storia naturale[20]
  - Fossili
  - Esemplari conservati
- Oggetti in legno

## Organizzazioni/Società professionali
- American Institute for Conservation of Historic and Artistic Works (AIC)[21]
- International Council of Museums - Committee for Conservation(ICOM-CC)[22]
- International Institute for Conservation of Historic and Artistic Works (ICC)[23]
- Canadian Association for Conservation (CAC)[24]